# 聖菲利普區 (巴巴多斯)
聖菲利普區（英語：Saint Philip）位於巴貝多東南，與基督城區、聖喬治區、聖約翰區等區相鄰。
1. ↑  iso:code:3166:BB （页面存档备份，存于）, International Organization for Standardization